# Leslie White
Leslie Alvin White (ur. 19 stycznia 1900 w Salida w stanie Kolorado, zm. 31 marca 1975 w Lone Pine, w Kalifornii) – amerykański antropolog.

## Życiorys
W latach 1926–1957 prowadził badania terenowe wśród Indian Pueblo. Latem 1929 r. odwiedził ZSRR. W 1938 r. odrzucono jego awans na stanowisko profesora. 
Od 1943 r. profesor Uniwersytetu Michigan. Od 1964 prezes Amerykańskiego Towarzystwa Antropologicznego.
Pisywał do The People (organu prasowego Socjalistycznej Partii Pracy Ameryki) pod pseudonimem John Steel.

## Koncepcje naukowe
Przedstawiciel neoewolucjonizmu w antropologii. Postulował uformowanie teoretycznej nauki o kulturze o własnej, odrębnej od psychologii i socjologii perspektywie - kulturologii.
Dla White'a podstawowym wyróżnikiem rodzaju ludzkiego jest zdolność do korzystania z symboli. Umiejętność symbolizowania pozwoliła stworzyć kulturę - organizację/system wierzeń, zwyczajów, narzędzi i technik.
White zwrócił uwagę na zależność między kulturą a zużyciem energii: ponieważ kultura ma zapewnić bezpieczne i nieprzerwane trwanie grup społecznych, musi opierać się na wiązaniu energii potrzebnej do wykonania związanej z tym pracy. Kulturę można interpretować zatem jako system termodynamiczny, a rozwój kultury odznacza się wzrostem rocznego zużycia energii per capita wraz z ulepszaniem narzędzi energię wykorzystujących.

## Wybrane publikacje
- The Science of Culture: A Study of Man and Civilization (1949)[3]
- The Evolution of Culture. The Development of Civilization to the Fall of Rome (1959)[1]
- The Pueblo of Sia, New Mexico (1962)[1]